# Мишарівка
Ми́шарівка — село в Україні, у Теплицькій селищній громаді Гайсинського району Вінницької області, за 7 км від станції Орлик. Населення становить 487 осіб.

## Географія
Селом протікає річка Мочулка, права притока Удичу.

## Історія
З 7 березня 1923 у складі Красносільського району.
19 листопада 1924 після розформування Красносільського району перейшло до Теплицького району.
12 червня 2020 року, відповідно розпорядження Кабінету Міністрів України № 707-р «Про визначення адміністративних центрів та затвердження територій територіальних громад Вінницької області», село увійшло до складу Теплицької селищної громади.
19 липня 2020 року, в результаті адміністративно-територіальної реформи і ліквідації Теплицького району, село увійшло до складу Гайсинського району.